# Theretra mollis
Theretra mollis är en fjärilsart som beskrevs av Jordan 1926. Theretra mollis ingår i släktet Theretra och familjen svärmare. Inga underarter finns listade i Catalogue of Life.